# بيرغر شميت
بيرغر شميت (بالألمانية: Birger Schmidt)‏ هو مجدف ألماني، ولد في 16 يوليو 1980.

## وصلات خارجية
- بيرغر شميت على موقع الاتحاد الدولي للتجديف (الإنجليزية)